# Finland op de Paralympische Winterspelen 2014
Finland is een van de landen die deelneemt aan de Paralympische Winterspelen 2014 in Sotsji, Rusland.

## Medailleoverzicht
| Sport      | Paralympiër    | Onderdeel         | Medaille |
| ---------- | -------------- | ----------------- | -------- |
| Langlaufen | Ilkka Tuomisto | 20 km, staand (m) | Zilver   |

## Deelnemers en resultaten
(m) = mannen, (v) = vrouwen 

### Alpineskiën
| Paralympiër    | Onderdeel                | Resultaat | Prestatie      |
| -------------- | ------------------------ | --------- | -------------- |
| Katja Saarinen | Slalom, staand (v)       | DNF       | Niet gefinisht |
| Katja Saarinen | Reuzenslalom, staand (v) | 12e       | 3:06.99        |

### Biatlon
| Paralympiër   | Onderdeel           | Resultaat | Prestatie |
| ------------- | ------------------- | --------- | --------- |
| Juha Harkonen | 7.5 km, staand (m)  | 17e       | 23:10.2   |
| Juha Harkonen | 12.5 km, staand (m) | 18e       | 39:07.8   |
| Juha Harkonen | 15 km, staand (m)   | 15e       | 47:14.8   |
|               |                     |           |           |
| Maija Jarvela | 6 km, staand (v)    | 4e        | 19:27.4   |
| Maija Jarvela | 10 km, staand (v)   | 8e        | 33:20.4   |
| Maija Jarvela | 12.5 km, staand (v) | 8e        | 43:31.1   |

### Langlaufen
| Paralympiër                                                                     | Onderdeel                        | Resultaat | Prestatie    |
| ------------------------------------------------------------------------------- | -------------------------------- | --------- | ------------ |
| Juha Harkonen                                                                   | 10 km, staand (m)                | 30e       | 30:02.4      |
| Lasse Kankkunen                                                                 | 1 km sprint, staand (m)          | 19e       | Kwalificatie |
| Lasse Kankkunen                                                                 | 10 km, staand (m)                | 27e       | 28:09.8      |
| Rudolf Klemetti Gids: Timo Salminen                                             | 1 km sprint, visueel beperkt (m) | 15e       | Kwalificatie |
| Rudolf Klemetti Gids: Timo Salminen                                             | 10 km, visueel beperkt (m)       | 16e       | 30:15.8      |
| Rudolf Klemetti Gids: Timo Salminen                                             | 20 km, visueel beperkt (m)       | 11e       | 1:10:32.5    |
| Ilkka Tuomisto                                                                  | 1 km sprint, staand (m)          | 10e       | Halve finale |
| Ilkka Tuomisto                                                                  | 10 km, staand (m)                | 7e        | 24:55.7      |
| Ilkka Tuomisto                                                                  | 20 km, staand (m)                | Zilver    | 51:31.5      |
|                                                                                 |                                  |           |              |
| Maija Jarvela                                                                   | 1 km sprint, staand (v)          | 4e        | Finale       |
| Maija Jarvela                                                                   | 5 km, staand (v)                 | 8e        | 14:43.8      |
| Sini Pyy                                                                        | 1 km sprint, zittend (v)         | 22e       | Kwalificatie |
| Sini Pyy                                                                        | 5 km, zittend (v)                | 22e       | 23:35.1      |
|                                                                                 |                                  |           |              |
| Rudolf Klemetti Gids: Timo Salminen Maija Jarvela Juha Harkonen Lasse Kankkunen | 4 x 2.5 km, estafette open       | 8e        | 29:55.1      |

### Rolstoelcurling
| Paralympiër                                                                    | Onderdeel     | Resultaat | Prestatie |
| ------------------------------------------------------------------------------ | ------------- | --------- | --- |
| Tuomo Aarnikka Vesa Hellman Markku Karjalainen Sari Karjalainen Mina Mojtahedi | Team, gemengd | 10e       | Groepsfase: (10e) SWE - FIN: 7 - 6 FIN - RUS: 4 - 7 FIN - SVK: 6 - 9 FIN - NOR: 6 - 8 GBR - FIN: 4 - 13 USA - FIN: 7 - 6 CHN - FIN: 8 - 2 FIN - KOR: 6 - 7 FIN - CAN: 12 - 1 |

### Snowboarden
| Paralympiër       | Onderdeel          | Resultaat | Prestatie |
| ----------------- | ------------------ | --------- | --------- |
| Matti Suur-Hamari | Snowboardcross (m) | 11e       | 1:59.56   |